# Guajira (poloostrov)
Guajira je název poloostrova na severu Jižní Ameriky, omývaného vodami Karibského moře a Venezuelského zálivu. Z územně-správního hlediska je rozdělen mezi kolumbijský departement La Guajira a venezuelský stát Zulia. Jeho rozloha je přibližně 25 000 km². Panuje zde aridní klima a roste především xerofilní vegetace.

## Galerie

Mapa Venezuelského zálivu
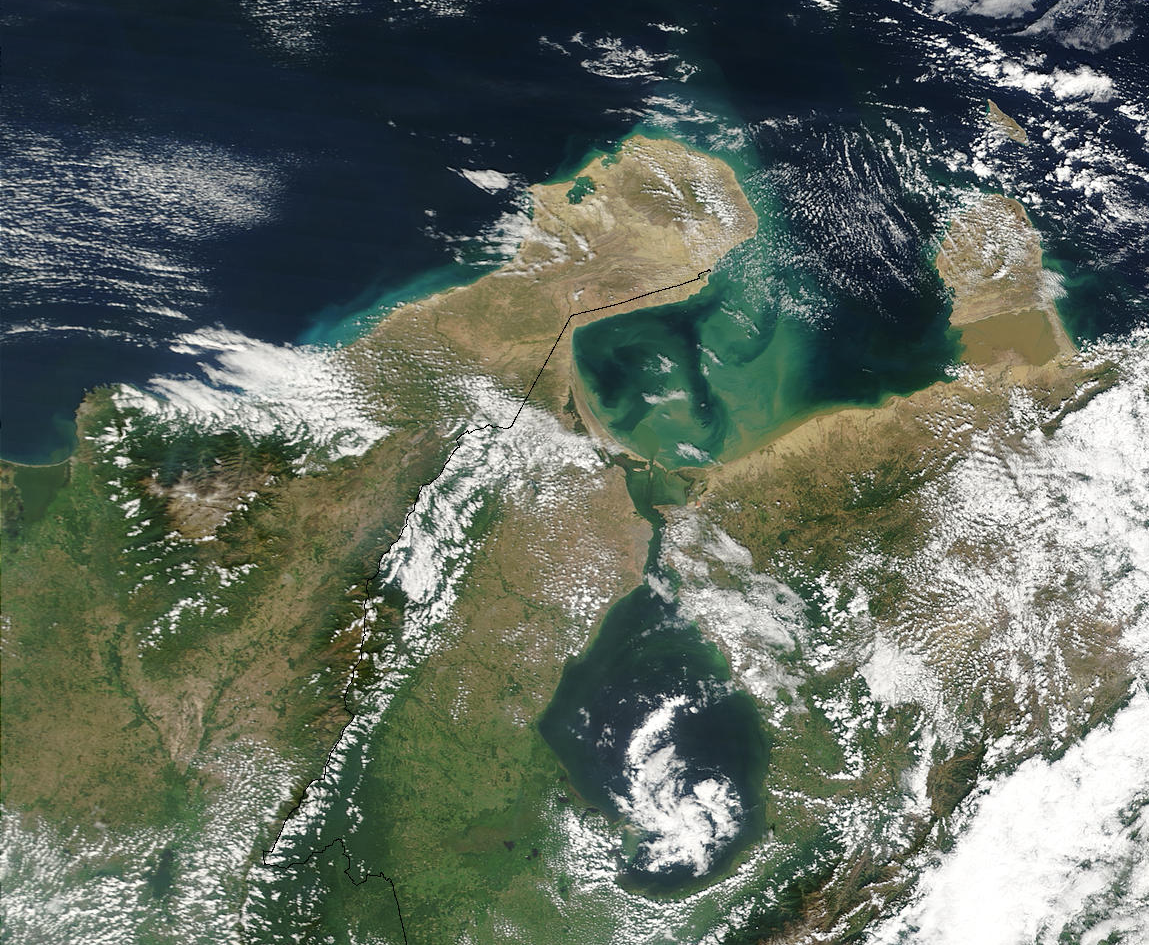
Satelitní snímek
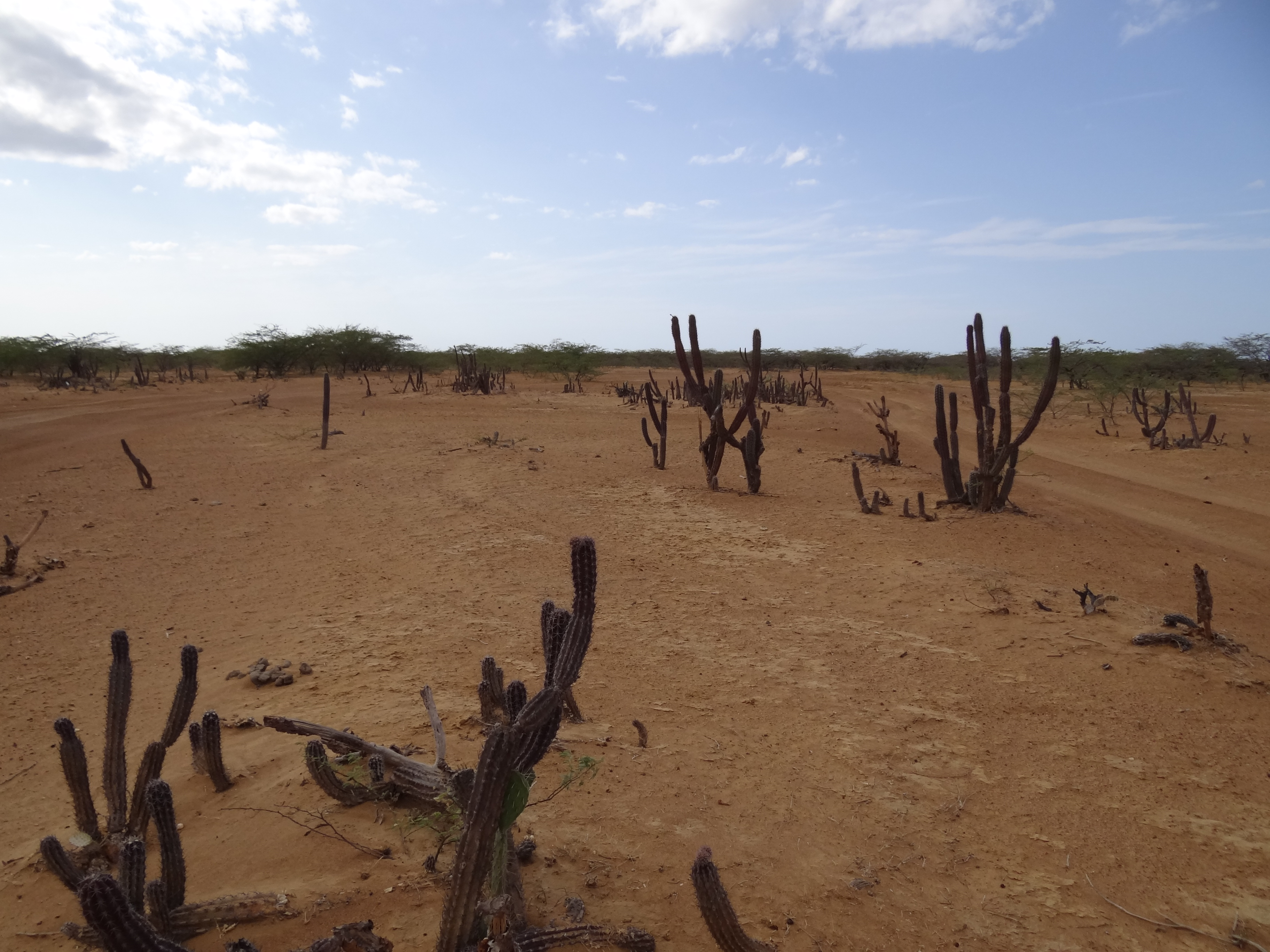
Zdejší pouštní krajina
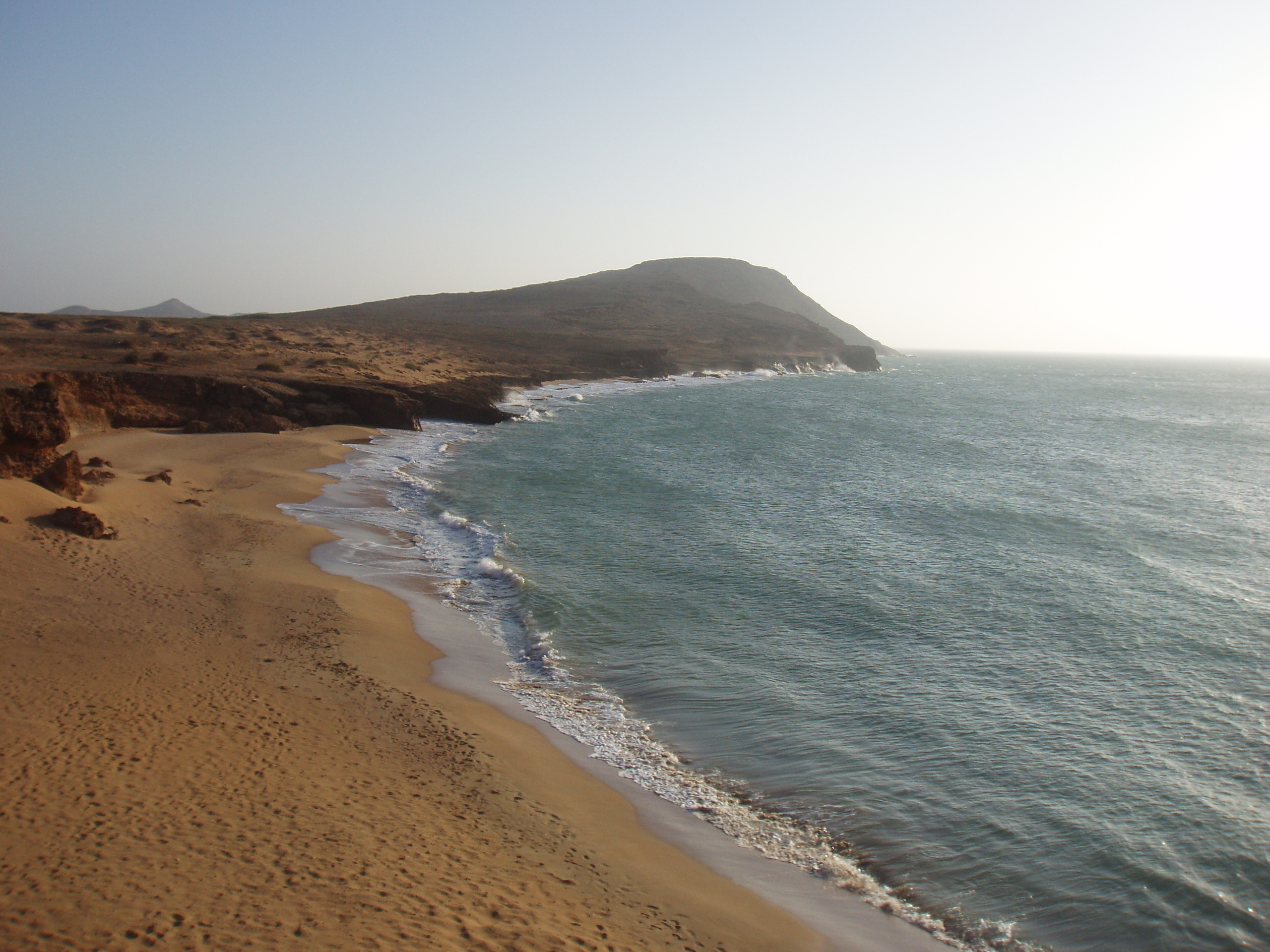
Cabo de la Vela